# Trompă uterină
Trompele uterine sau tuburile lui Falloppio (numite după medicul italian Gabriele Falloppio) sunt două tuburi foarte subțiri care unesc ovarul și uterul la mamifere și la om. Făra aceste trompe uterine, sau nefuncționarea corespunzătoare (înfundarea) lor, ar duce la infertilitate (așteptarea unei sarcini în zadar). La vertebratele care nu sunt mamifere structurile respective se numesc oviducte. Trompa uterină are două tipuri de celule.